# Peykūh
Peykūh (persiska: Pey Kūh, پیکوه, Peykū, Pa yi Kūh, Pāye Kūh, Pā Kūh) är en ort i Iran.   Den ligger i provinsen Khorasan, i den centrala delen av landet, 600 km sydost om huvudstaden Teheran. Peykūh ligger 976 meter över havet och antalet invånare är 361.
Terrängen runt Peykūh är huvudsakligen kuperad, men österut är den bergig. Trakten runt Peykūh är nära nog obefolkad, med mindre än två invånare per kvadratkilometer. Peykūh är det största samhället i trakten. Trakten runt Peykūh är ofruktbar med lite eller ingen växtlighet.